# عين ياقوت
عين ياقوت بلدة وبلدية تابعة لدائرة المعذر في ولاية باتنة بالجزائر.

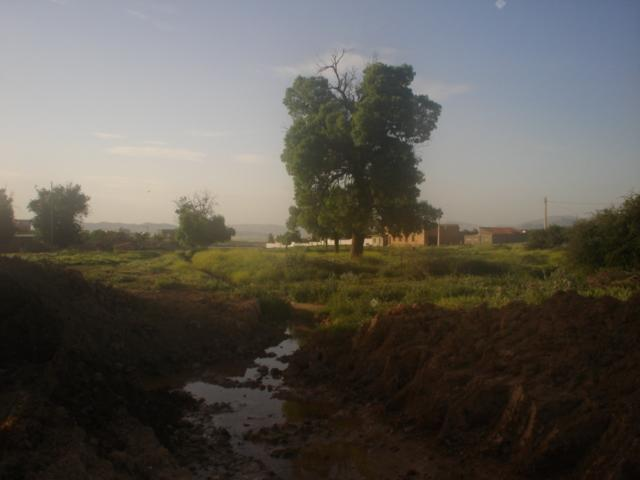
منبع ثاقوث

## موقع المدينة
تُعد مدينة عين ياقوت أهم تجمع سكاني في البلدية، تقع وسطها وتمتد على 211.33 هكتار (1.37% من المساحة الكلية). يمر بها الطريق الوطني رقم 3 على مسافة 2.5 كلم، ما ساهم في نشأتها وتوسعها. تشكل نقطة ربط بين ولايات باتنة (35 كلم)، قسنطينة وأم البواقي (85 كلم)، كما ترتبط بمدينة عين مليلة التي تبعد 35 كلم وتُعد قطبًا حضريًا مهمًا بالشرق الجزائري.

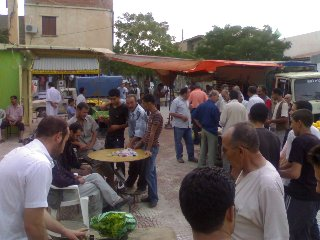
السوق الشعبية وسط المدينة

## شخصيات

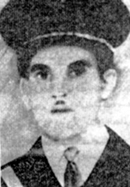
لعموري محمد

## وصلات خارجية
- ain-yagout.fr.gd

1. ↑  إحصاء عدد سكان بلدية ولاية باتنة سنة 2008 نسخة محفوظة 03 مارس 2016 على موقع واي باك مشين.
2. ↑  GeoNames (بالإنجليزية), 2005, QID:Q830106
3. ↑  "بلديـة عين ياقوت". مؤرشف من الأصل في 2023-06-03.
4. ↑  "عين ياقوت · الجزائر". عين ياقوت · الجزائر (بar-US). Retrieved 2025-08-05.{{استشهاد ويب}}:  صيانة الاستشهاد: لغة غير مدعومة (link)